# کوستارفکا (باشقیرستان)
کوستارفکا (انگلیسی: Kustarevka, Republic of Bashkortostan) یک شهرک در شهرستان تاتیشلینسکی استان باشقیرستان کشور روسیه است.